# Аннус, Лембит Эльмарович
Ле́мбит Эльма́рович А́ннус (эст. Lembit Annus; 17 сентября 1941, Кохтла-Ярве — 4 июля 2018, Таллин) — эстонский политик, первый секретарь ЦК Коммунистической партии Эстонии (на платформе КПСС), член Политбюро ЦК КПСС.

## Биография
Родился в городе Кохтла-Ярве Эстонской ССР вскоре после оккупации республики Германией. Эстонец. В 1960 году окончил Таллинский строительно-монтажный техникум. В 1963 году вступил в КПСС. В 1960—1961 годах проходил срочную службу в Советской Армии. В 1961—1964 годах работал бригадиром, мастером городского ремонтно-строительного управления, начальником цеха комбината бытового обслуживания «Теэ» в Таллине.
В 1973 году окончил заочную высшую партийную школу при ЦК КПСС, в 1979 — Академию общественных наук при ЦК КПСС. Кандидат исторических наук.

## Партийная карьера
- В 1964 года начал свой путь с поста второго секретаря Морского райкома ЛКСМ Эстонии (город Таллин), затем стал заведующим отделом ЦК ЛКСМ Эстонии;
- С 1971 года работал заведующим отделом Морского райкома Компартии Эстонии, инструктором, заведующим сектором; в 1979 году перешёл на работу заместителем заведующего отделом, одно время был помощником первого секретаря ЦК Компартии Эстонии Карла Вайно;
- В 1983—1989 годах — главный редактор журнала «Ээсти коммунист», с 1989 года — инспектор ЦК Компартии Эстонии;
- С марта 1990 года — первый секретарь Калининского райкома Компартии Эстонии (Таллин), на XXVIII съезде КПСС в июле 1990 избран членом ЦК КПСС[1]. Депутат Верховного Совета Эстонской ССР.
- С декабря 1990 до запрета партии 22 августа 1991 года — первый секретарь ЦК Компартии Эстонии (КПСС), с января по август 1991 года — член Политбюро ЦК КПСС. Затем с августа 1991 года работал собственным корреспондентом газеты «Правда» в Эстонии.
- С 1993 по 1999 год — депутат Таллинского городского собрания, член Политисполкома Союза Коммунистических партий — Коммунистической партии Советского Союза.
- Впоследствии Л. Аннус являлся также членом Конституционной партии Эстонии и Объединённой левой партии Эстонии.